# Daniel Ballart

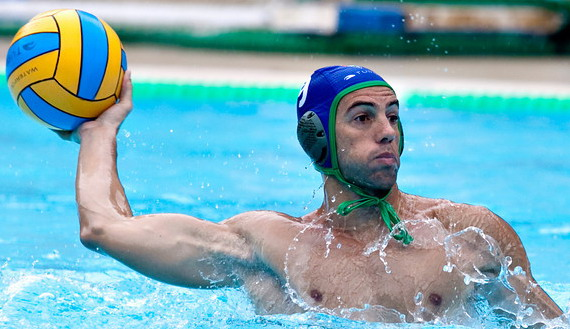
Daniel Ballart (2009)

Daniel Ballart Sans (spanisch) oder Daniel Ballart i Sans (katalanisch) (* 17. März 1973 in Barcelona) ist ein ehemaliger spanischer Wasserballspieler. Mit der spanischen Nationalmannschaft wurde er Olympiasieger 1996 sowie Olympiazweiter 1992. Außerdem war er Weltmeister 1998 sowie 2001 und Weltmeisterschaftszweiter 1991 sowie 1994.

## Aktive Karriere
Ballart begann seine Karriere beim CN Monjuic. Von 1991 bis 1994 spielte er beim Club Esportiu Mediterrani in Barcelona, danach war er zwei Jahre bei CN Barcelona und wurde 1995 spanischer Meister. Von 1996 bis 2007 war er bei CN Sabadell und von 2007 bis zu seinem Karriereende 2011 wieder bei Club Esportiu Mediterrani.
Anfang 1991 fand im Rahmen der Schwimmweltmeisterschaften in Perth die Weltmeisterschaft 1991 statt. Die Spanier belegten in ihrer Vorrundengruppe den zweiten Platz hinter den Jugoslawen, erreichten aber mit zwei Siegen in der Zwischenrunde das Halbfinale. Nach einem 9:8-Sieg über die Ungarn verloren die Spanier im Finale mit 7:8 gegen die Jugoslawen. Im Sommer 1991 bei der Europameisterschaft in Athen erreichten die Spanier das Finale mit einem 13:8-Sieg über die letztmals antretende sowjetische Mannschaft. Im Finale siegten die Jugoslawen mit 11:10. 1992 war Barcelona Gastgeber der Olympischen Spiele. Die Spanier gewannen ihre Vorrundengruppe vor den Italienern, wobei der direkte Vergleich 9:9 endete. Die Spanier erreichten das Finale mit einem 6:4-Sieg gegen das Team aus den Vereinigten Staaten. Im Finale trafen die Spanier wieder auf die Italiener und diese gewannen mit 9:8. Es war die erste olympische Medaille für die spanischen Wasserballspieler überhaupt. Ballart hatte in der Vorrunde fünf Tore geworfen.
1993 belegten die Spanier den dritten Platz bei der Europameisterschaft in Sheffield. Es siegten die Italiener vor den Ungarn. Bei der Weltmeisterschaft 1994 in Rom gewannen die Spanier ihre Vorrundengruppe vor den Kroaten, beide Teams erreichten auch das Halbfinale. Nach einem 9:6-Sieg über die russische Mannschaft unterlagen die Spanier im Finale den Italienern mit 5:10. Ballart warf sieben Tore im Turnier, davon eins im Finale. 1995 belegten die Spanier den fünften Platz bei der Europameisterschaft in Wien. Bei den Olympischen Spielen 1996 in Atlanta belegten die Spanier in der Vorrunde den dritten Platz hinter Ungarn und Jugoslawen. Im Viertelfinale besiegten sie das Team aus den Vereinigten Staaten mit 5:4 und im Halbfinale gewannen sie 7:6 gegen die Ungarn. Im Olympiafinale bezwangen die Spanier die kroatische Mannschaft mit 7:5. Ballart hatte seine drei Turniertore in der Vorrunde geworfen.
1997 belegte die spanische Nationalmannschaft den fünften Platz bei der Europameisterschaft in Sevilla, nachdem die Mannschaft in der zweiten Verlängerung des Viertelfinalspiels gegen Jugoslawien verloren hatte. Bei den Mittelmeerspiele 1997Mittelmeerspielen 1997 erreichten die Spanier den dritten Platz hinter den Jugoslawen und den Kroaten.  Die Weltmeisterschaft 1998 fand wie die Weltmeisterschaft 1991 in Perth statt. Die Spanier erreichten als Gewinner ihrer Vorrunden- und ihrer Zwischenrundengruppe das Halbfinale. Dort bezwangen sie die Jugoslawen mit 5:3, im Finale gewannen sie 6:4 gegen die Ungarn. Ballart erzielte in der Vorrundenpartie gegen Südafrika zwei Tore. 1999 belegten die Weltmeister nur den sechsten Platz bei der Europameisterschaft in Florenz. Sie hatten im Viertelfinale mit 6:7 gegen das griechische Team verloren. 2000 beim olympischen Wasserballturnier in Sydney belegten die Spanier in der Vorrunde den dritten Platz hinter den Russen und den Italienern, gewannen aber im Viertelfinale mit 9:8 gegen Kroatien. Nach einem 7:8 im Halbfinale gegen die Russen verloren die Spanier auch das Spiel um den dritten Platz mit 3:8 gegen Serbien und Montenegro.
2001 belegten die Spanier den sechsten Platz bei der Europameisterschaft in Budapest. Kurz darauf bei der Weltmeisterschaft in Fukuoka gewannen die Spanier ihre vor- und Hauptrundengruppe. Im Halbfinale gegen Italien und im Finale gegen Serbien und Montenegro siegten sie jeweils mit 4:2. Anfang September 2001 fanden die Mittelmeerspiele in Tunis statt. Dort gewannen die Spanier vor den Italienern.  Zwei Jahre später unterlagen die Spanier bei der Europameisterschaft 2003 in Slowenien im Viertelfinale den Ungarn mit 2:10. In den Platzierungsspielen erreichten sie den fünften Platz. Bei der Heim-Weltmeisterschaft 2003 in Barcelona verloren die Spanier im Viertelfinale mit 3:7 gegen die Mannschaft aus Serbien und Montenegro. In den Platzierungsspielen erreichten sie wie in Slowenien den fünften Platz. 2004 bei den Olympischen Spielen in Athen wurden die Spanier in ihrer Vorrundengruppe nur Vierte und verloren im Viertelfinale gegen die Mannschaft aus Serbien und Montenegro. Im Spiel um den fünften Platz unterlagen sie der deutschen Mannschaft. Ballart warf ein Turniertor in der Vorrundenpartie gegen Deutschland. Nach den Olympischen Spielen endete seine Laufbahn als Nationalspieler.